# Cédric Djeugoué
Cédric Djeugoué (n. Mankwa, 28 de agosto de 1992) es un futbolista camerunés que juega en la demarcación de defensa.

## Biografía
Debutó en el año 2010, a los 18 años de edad, con el Foullah Edifice FC. Jugó durante dos años en el club, llegando a ganar la Primera División de Chad en 2011. En 2012 fichó por el Douala AC, ya de vuelta en Camerún, y ganando la Segunda División de Camerún, ascendiendo así a la máxima división del país. En el mercado invernal de 2013, el Cotonsport Garoua se hizo con sus servicios. Finalmente en julio de 2014 se hizo oficial su traspaso al Club Irapuato, aunque no llegó a formalizarse su traspasado tras asuntos migratorios, por lo que volvió al Cotonsport Garoua. Cédric presentó el mismo problema cuando en el mercado de verano de 2015 intentó fichar por el Ittihad Tanger de Marruecos. Hasta la actualidad juega con el Forest Rangers FC.

## Selección nacional
Debutó con la selección de fútbol de Camerún el 10 de agosto de 2013 contra Gabón en un partido de clasificación para el Campeonato Africano de Naciones de 2014. Fue elegido como uno de los 23 jugadores que disputarían la Copa Mundial de fútbol de 2014 para representar a Camerún bajo las órdenes de Volker Finke.

### Participaciones en Copas del Mundo
| Mundial                        | Sede   | Resultado    |
| ------------------------------ | ------ | ------------ |
| Copa Mundial de Fútbol de 2014 | Brasil | Primera fase |

## Clubes
| Club               | País      | Año             |
| ------------------ | --------- | --------------- |
| Foullah Edifice FC | Chad      | 2010 - 2012     |
| Douala AC          | Camerún   | 2012 - 2013     |
| Cotonsport Garoua  | Camerún   | 2014 - 2015     |
| Ittihad Tanger     | Marruecos | 2015 - 2016     |
| New Star FC        | Camerún   | 2017            |
| UMS de Loum        | Camerún   | 2018 - 2019     |
| Forest Rangers FC  | Zambia    | 2019 - presente |

## Palmarés

### Campeonatos nacionales
| Título                      | Club               | País    | Año  |
| --------------------------- | ------------------ | ------- | ---- |
| Primera División de Chad    | Foullah Edifice FC | Chad    | 2011 |
| Segunda División de Camerún | Douala AC          | Camerún | 2013 |